# The First Chapter
『The First Chapter』（ザ・ファースト・チャプター）は、locofrankの2枚目のアルバム。

## 解説
- 2006年1月に設立した自主レーベル、773Four RECORDSからリリースされたアルバム。

## 収録曲
1. Film
2012年に発売されたベスト・アルバム『locofrank 1998-2011』にこの曲のアンプラグド・バージョンが収録された。
2. across time
3. Tobacco Smoke
4. WORDS
5. Detours
6. SHOWCASE
7. Ivory chair
8. NOW AND FOREVER
9. Grab Again
10. Gift from the sky
11. FOGGY ROADS
12. reason